# Runaway (Pink)
Runaway è un singolo della cantante statunitense Pink, pubblicato il 7 luglio 2023 come quarto estratto dal nono album in studio Trustfall.

## Classifiche
| Classifica (2023) | Posizione massima |
| ----------------- | ----------------- |
| Croazia           | 18                |